# Pedro Ignacio de Acuña
Pedro Ignacio de Acuña Verá y Aragón (San Fernando del Valle de Catamarca, Argentina, 4 de julio de 1778 - ídem, 1841) fue un sacerdote católico, político, catedrático y primer abogado de la provincia de Catamarca, Argentina. Fue también el primero en obtener sin dispensas el doctorado en la Universidad de Córdoba, junto al ciudadano cordobés José Antonio Ortiz del Valle y Villalón, y el primer profesor de derecho de esa universidad que obtuvo la cátedra por oposición de antecedentes. Formó parte de alto clero catamarqueño y fue miembro del Partido Federal.

## Primeros años
Hijo del último gobernante español de Catamarca, el Comandante de Armas Francisco de Acuña y de Doña Trinidad de Vera y Aragón. Este sacerdote nació en Catamarca y fue bautizado el 4-VII-1778, por el Presbítero Pedro Ignacio de Arce, siendo sus padrinos Carlos Olmos y Rosa Olmos (de Aguilera).
Becario del Real Seminario de Nuestra Señora de Loreto, dónde residió entre el 7 de abril de 1797 y el 24 de octubre de 1800, presbítero, primer doctor en leyes de Catamarca egresado de la Universidad de Córdoba el 6-X-1800. Allí fue compañero de estudios de Pedro Alcántara de Somellera, Pedro Ignacio de Castro Barros, Juan Bautista Marín, José Antonio Ortíz, Alberto Signo, Jacobo de Acuña y Nicolás Granillo, entre otros.
El Dr. Acuña fue el primer egresado de la Facultad de Derecho de la Universidad de Córdoba en lograr el grado de Doctor en Leyes "sin dispensas" junto al Dr. José Antonio Ortiz del Valle. Fue también el primer Doctor en Leyes de su amada provincia, Catamarca.

## Doctor en leyes
Catedrático de Instituto en esa casa de estudios, impartió enseñanzas, entre otros destacados discípulos, al General José María Paz e integró, junto a su hermano José Joaquín, el 11 de enero de 1808, con la presencia del gobernador Juan Gutiérrez de la Concha, el Claustro que eligió al Deán Funes Rector de la Universidad.
En el año 1808 obtuvo la titularidad de la Cátedra de Instituta, siendo el primer catedrático en ser desigado mediante prueba de oposiciones, y no por designación directa del Rector.
El 1-I-1809 fue elegido, junto a Francisco Antonio González y José Gabriel Vázquez, Conciliario de esa Universidad, oportunidad en que resultó reelecto el Señor Rector Deán Gregorio Funes. Producida la revolución de mayo, marchó a Catamarca dónde obtuvo 31 votos en el Cabildo Abierto, contra 39 de su contrincante Antonio Olmos de Aguilera – quién resultó elegido -, para representar a esa ciudad en la Junta Grande.

## Vida eclesiástica
En 1813 el Obispo de Córdoba Rodrigo de Orellana lo nombró Gran Fiscal Celador de los Asuntos Públicos de la Curia Eclesiástica de Córdoba, cargo que conllevaba el manejo ejecutivo de todos los asuntos del obispado, como del tesoro de la Iglesia de Córdoba. Esta designación le ganó al Dr. Acuña la enemistad del clan formado por la familia Funes.
En ese año acompañó al Obispo a La Rioja donde permaneció gran parte del año y regresó a instancias de sus viejos amigos a concursar nuevamente la Cátedra de Instituta que estuvo digitada por los Funes a favor del hijo de Ambrosio, no obstante haber votado a favor de Pedro el Rector de la Universidad.
De regreso a Catamarca después de 20 años de residir en Córdoba fue elegido Diputado por Catamarca a la República de Tucumán en 1820 y, más tarde Diputado a la Junta de Representantes que dictó la 1.ª. Constitución de la provincia, y nuevamente en el año 1828.
Ejerció el sacerdocio en la iglesia matriz de Catamarca. Su tío materno, el sacerdote Pedro Ignacio de Arce lo designó Patrono de la Capellanía de La Toma.
El día 11 de marzo de 1839 María Antonia Soria Acuña de Narváez se presentó ante el Vicario de la Iglesia Matriz de Catamarca, Presbítero José Facundo Segura, y los señores Félix Avellaneda y Odorico Esquiú a fin de declarar un “prodigio" de la Virgen del Valle: haber sanado completamente de su ceguera a su tío el anciano Pbro. Dr. D. Pedro Ignacio de Acuña.

## Últimos años y muerte
Falleció en Catamarca alrededor del año 1841.